# Перссон, Линн
Линн Пе́рссон (швед. Linn Persson; род. 27 июня 1994, Турсбю, Вермланд) — шведская биатлонистка, олимпийская чемпионка 2022 года в женской эстафете, участница Кубка мира по биатлону в составе сборной Швеции. Серебряный призёр Олимпийских игр 2018 года, чемпионата мира 2019 года и юниорского чемпионата мира 2012 года в женской эстафете.

## Карьера
Занимается биатлоном с 2003 года, также в детстве занималась лыжным спортом и футболом. Выступает за клуб Bore Biathlon, личный тренер в настоящее время — Вольфганг Пихлер.

### Юниорская карьера
На международных соревнованиях юношеского уровня принимала участие с 2011 года. На юношеских Олимпийских играх 2012 года в Иннсбруке заняла 6 место в смешанной эстафете и была 19-й в спринте и преследовании. На чемпионате мира среди юниоров 2012 года в Контиолахти заняла 12 место в индивидуальной гонке, 40 — в спринте и 34 — в преследовании. В эстафетной гонке, выступая вместе с Ханной Эберг и Лоттен Сьоден, помогла сборной Швеции завоевать серебряную медаль.
В 2015 году на юниорском чемпионате мира в Раубичах Перссон заняла 12 место в индивидуальной гонке, 5 — в спринте и 6 — в преследовании. В эстафете шведская команда, за которую бежали также Ханна Эберг и Анна Магнуссон, заняла четвёртое место. На чемпионате Европы 2015 в Отепя спорстменка принимала участие в молодёжных соревнованиях, лучшим результатом стало 17 место в индивидуальной гонке, а в эстафете сборная Швеции была восьмой.

### Взрослая карьера
Линн Персон дебютировала на Кубке IBU в сезоне 2012/13 на этапе в Идре, где заняла 96-е место в спринте. В сезоне 2013/14 лучшим результатом биатлонистки в личных гонках было 36 место в спринте в Бейтостолене, а в сезоне 2014/15 — 18 место в индивидуальной гонке в Обертиллиахе.
В Кубке мира Перссон дебютировала на последнем этапе сезона 2014/15 в Ханты-Мансийске, где заняла 59 место в спринте и 52 — в гонке преследования. В ноябре 2015 года выиграла бронзовую медаль в масс-старте на чемпионате Швеции, эта награда стала первой для спортсменки на взрослом уровне.
В сезоне 2015/16 Перссон выступает в Кубке мира как спортсменка основного состава. На этапе в Эстерсунде она заняла четвёртое место в сингл-миксте вместе с Тобиасом Арвидсоном, а в личных гонках её лучшим результатом пока является 17-е место в спринте на этапе в Антерсельве.

### Участие в Чемпионатах мира
| Год  | Место проведения | Инд | Спр | Пр | МС | Эст | См | Сусм |
| 2016 | ЧМ Хольменколлен | 36  | 34  | 40 | —  | 10  | 12 | н/д  |
| 2019 | ЧМ Эстерсунд     | 15  | 42  | 21 | 9  | 2   | 5  | —    |
| 2020 | ЧМ Антхольц      | 47  | 44  | 32 | —  | 5   | 11 | —    |
| 2021 | ЧМ Поклюка       | 21  | 16  | 19 | 11 | 5   | 3  | —    |

### Участие в Олимпийских играх
| Год  | Место проведения | Инд | Спр | Пр | МС | Эст | См |
| 2018 | Пхёнчхан         | 11  | 37  | 21 | 22 | 2   | —  |
| 2022 | Пекин            | 15  | 12  | 5  | 24 | 1   | —  |

### Подиумы в личных гонках Кубка Мира
| №  | Сезон     | Дата            | Страна проведения этапа | Вид гонки  | Место |
| -- | --------- | --------------- | ----------------------- | ---------- | ----- |
| 1. | 2019/2020 | 22 декабря 2019 | Анси                    | Масс-старт | 3     |